# Max Lehmann
Pour les articles homonymes, voir Maxime Lehmann et Lehmann.
Max Lehmann, né le 19 mai 1845 à Berlin et mort le 8 octobre 1929 à Göttingen, est un historien allemand.

## Œuvres
- Das Aufgebot zur Heerfahrt Ottos II nach Italien (1869)
- Der Krieg von 1870 bis zur Einschliessung von Metz (1873)
- Knesebeck und Schon: Beiträge zur Geschichte der Freiheitskriege (1875)
- Stein, Scharnhorst und Schön (1877)
- Scharnhorst (1886-87)
- Friedrich der Grosse (1894)
- Freiherr von Stein (1902-05)
- Historische Aufsätze und Reden (1911)
- Die Erhebung von 1813 (1913)